# Aishwarya Chavan
Pour les articles homonymes, voir Chavan.
Aishwarya Chavan née le 18 octobre 1997, est une joueuse de hockey sur gazon indienne. Elle évolue au poste d'attaquante au Hockey Madhya Pradesh et avec l'équipe nationale indienne.

## Carrière
Elle a fait ses débuts le 8 avril 2022 contre les Pays-Bas à la 3e saison de la Ligue professionnelle (2021-2022).

## Palmarès
- : 3e à la Ligue professionnelle 2021-2022.